# Arctosa kiangsiensis
Arctosa kiangsiensis är en spindelart som först beskrevs av Schenkel 1963.  Arctosa kiangsiensis ingår i släktet Arctosa och familjen vargspindlar. Inga underarter finns listade i Catalogue of Life.